# The Five Devils
The Five Devils (Originaltitel: Les cinq diables, dt.: „Die fünf Teufel“) ist ein französischer Spielfilm von Léa Mysius aus dem Jahr 2022.
Die Tragikomödie wurde beim Filmfestival von Cannes im Mai 2022 uraufgeführt. Der Film war ab dem 13. April 2023 in den deutschen Kinos zu sehen.

## Handlung
Das kleine Mädchen Vicky verfügt über ein besonders Talent – ihr olfaktorischer Sinn ist so stark ausgeprägt, dass sie alle Gerüche ihrer Wahl riechen und reproduzieren kann. Diese sammelt sie in etikettierten Gläsern. Das einsame Kind hat eine sehr starke Bindung zu ihrer Mutter Joanne, deren Duft sie ebenfalls heimlich extrahiert. Als eines Tages Tante Julia auf der Bildfläche erscheint, die Schwester ihres Vaters Jimmy, beginnt Vicky auch mit der Entwicklung ihres Duftes. Julia ist gerade aus dem Gefängnis entlassen worden und Vicky kommt mit düsteren und magischen Erinnerungen in Kontakt. Sie entdeckt in der Folge die Geheimnisse ihres Dorfes, ihrer Familie und ihrer eigenen Existenz.

## Hintergrund
The Five Devils ist der zweite Spielfilm der französischen Regisseurin Léa Mysius, die das Drehbuch gemeinsam mit ihrem Kameramann Paul Guilhaume entwickelte. Neben Guilhaume vertraute sie erneut auf Produzent Jean-Louis Livi, Filmkomponistin Florencia Di Concilio sowie die Schauspielerin Noée Abita, die alle an ihrem Spielfilmdebüt Ava (2017) mitgewirkt hatten. Die Hauptrollen besetzte Mysius mit der im Kino noch unerfahrenen Kinderdarstellerin Sally Dramé und Adèle Exarchopoulos als Mutter.
Die Produktionskosten werden mit 3,37 Mio. Euro angegeben. Ein Kinostart in Frankreich soll im Verleih von Le Pacte erfolgen.

## Rezeption
Noch vor Bekanntgabe eines Kinostarts wurde The Five Devils als möglicher Beitrag für das Filmfestival von Cannes im Mai 2022 gehandelt. Tatsächlich wurde der Film in die Nebensektion Quinzaine des réalisateurs eingeladen, wo die Premiere am 23. Mai erfolgte. Kritiker des amerikanischen Branchendiensts IndieWire zählten The Five Devils zu den 18 am meisten erwarteten Cannes-Beiträgen.

## Auszeichnungen
Im Rahmen seiner Premiere in Cannes wurde The Five Devils für die Queer Palm nominiert.